# 庫普切
49°58′48″N 24°33′43″E / 49.98000°N 24.56194°E
庫普切（烏克蘭語：Купче），是烏克蘭西部的村莊，隸屬利維夫州的佐洛奇夫區。該村面積1.7平方公里，海拔高度217米，2001年人口488，人口密度每平方公里286.55人。